# Sant Josep de Foradada
Sant Josep de Foradada és una obra del municipi de Foradada (Noguera) protegida com a bé cultural d'interès local. L'església parroquial de Foradada es troba a la banda sud de la plaça Major de la població, a l'altra banda de la qual es va construir l'edifici que actualment és la seu de l'ajuntament (núm. 22218) seguint l'eix de simetria que marca la façana principal d'aquesta església, dedicada a Sant Josep.

## Descripció
Consisteix en un edifici aïllat d'estructura barroca, de planta de creu llatina, de tres naus, capçalera recta i campanar d'espadanya sobre la part dreta de la façana principal. Està feta majoritàriament amb aparell irregular de carreus desbastats de pedra sorrenca lligats amb abundant morter de calç, excepte en els angles, en què s'utilitza carreu regular i polit de pedra sorrenca. La nau central i els braços del transsepte són més amples i aproximadament el doble d'altes que les naus laterals. El creuer és quadrangular i elevat sobre el transsepte i la nau central. Les teulades són a doble vessant, àdhuc la del creuer, i els ràfecs es disposen en quatre nivells de maó i teula.
La façana principal, que afronta amb la plaça Major, s'organitza segons els tres trams que, a l'interior, corresponen a la nau central i a les naus laterals. Els tres trams se separen amb una cadena vertical de carreus regulars com els dels angles. En el cos central, més ample i més alt, hi ha la portalada, d'arc rebaixat motllurat i coronada amb un frontó classicitzant. En els cossos laterals hi ha finestres rectangulars, la de la dreta de les quals es troba tapiada. Una cornisa separa la banda inferior de la superior, en el cos central de la qual s'obre una rosassa semicircular. La part superior del cos central és rematada amb un frontó clàssic amb un òcul en el timpà, mentre que en els cossos laterals la façana davalla en perfil curvilini còncau fins a l'esmentada cornisa. A la banda dreta, un cos quadrangular que correspondria a un campanar inacabat, assoleix l'alçada de l'entaulament del timpà central, però a partir d'aquest punt s'eleva una espadanya de dos ulls feta amb maó i arrebossada de morter de calç.

## Història
Els anys 1162 i 1167, l'església romànica de Sant Pere s'esmenta en un document a propòsit d'Arnau Mir de Tost, dependent de la parròquia de Santa Maria de Montsonís. L'actual església parroquial de Foradada, dedicada a Sant Josep, es va construir el 1783 enfront de l'antiga església romànica de Sant Pere, del segle xi i que fou enderrocada a finals del segle xix i en el seu lloc s'hi va construir l'edifici de l'escola-ajuntament (núm. 22218). Al frontis de l'església conserva la imatge del Sant Patró.